# 鄭東萬
鄭東萬（：／ Chung Dong-man，1965年7月18日—），大韓民國保守派政治人物，現任第21屆國會議員。